# Dârlos
Dârlos é uma comuna romena localizada no distrito de Sibiu, na região histórica da Transilvânia. A comuna possui uma área de 40.80 km² e sua população era de 3423 habitantes segundo o censo de 2007.